# 윤준호 (정치인)
윤준호(尹俊皓, 1967년 6월 7일 ~ )는 대한민국의 기업인, 정치인이다. 제20대 국회의원(부산 해운대을)이다. 2018년 6·13 부산 해운대을 국회의원 재보궐선거에서 한국당 김대식 후보를 누르고 당선됐다.

## 학력
- ~ 1982년 삼랑진중학교 졸업
- ~ 1985년 밀양고등학교 졸업
- ~ 1992년 동아대학교 정치외교학 학사
- ~ 1994년 동아대학교 대학원 교육학 석사
- 2007년 ~ 2010년 베이징과학기술대학교 대학원 과학기술 교육관리전공 박사과정 수료

## 경력
- 해운대코렘어학원 대표
- 한국해양대학교 글로벌리더십 겸임교수
- 한국자원봉사사회개발원 정책법률 전문위원
- 개혁국민정당 부산광역시 지부 사하구 갑 지구당위원장
- 2004: 제17대 국회의원 선거 부산 사하구 갑 열린우리당 국회의원 예비후보
- 2012.11~2012.12: 제18대 대통령 선거 민주통합당 문재인 대통령 후보 선거대책위원회 시민캠프 본부장
- 2014.08~2015.12: 새정치민주연합 부산광역시당 해운대구·기장군 갑 지역위원회 위원장
- 2015.02~2015.12: 새정치민주연합 부산광역시당 대변인
- 2015.12~2016.05: 더불어민주당 부산광역시당 해운대구·기장군 갑 지역위원회 위원장
- 2015.12~2016.08: 더불어민주당 부산광역시당 대변인
- 2016.05~2020.12: 더불어민주당 부산광역시당 해운대구 을 지역위원회 위원장
- 2017.05~2018.05: 더불어민주당 우원식 원내대표 정책특보
- 2018년 6월 13일: 2018년 재보궐선거 당선(부산 해운대구 을, 더불어민주당, 초선)
- 2018.06 ~ 2020.05: 제20대 국회의원 (부산 해운대구 을, 더불어민주당)
  - 2018.07 ~ 2019.05: 제20대 국회 후반기 운영위원회 위원
  - 2018.07 ~ : 제20대 국회 후반기 농림축산식품해양수산위원회 위원
  - 2018.07 ~ 2019.05: 제20대 국회 후반기 예산결산특별위원회 위원
  - 2018.10 ~ 2019.06: 제20대 국회 후반기 윤리특별위원회 위원
  - 2019.07 ~ 2019.08: 제20대 국회 후반기 예산결산특별위원회 위원
- 2018.07 ~ 2019.05: 더불어민주당 원내부대표
- 더불어민주당 교육연수원 수석부원장
- 2022.07~2024.05: 더불어민주당 부산광역시당 해운대구 을 지역위원회 위원장
- 2024.11~: 경기도청 정무수석

## 건설업자로부터 정치자금 불법 정치자금 수수 논란
2020년 11월 30일 검찰은 부산 향토 건설업체 대표 A씨로부터 2018년부터 2019년까지 3차례에 걸쳐 3000만원 상당의 정치자금을 받은 정치자금법 위반 죄로 윤준호를 기소하였다.
검사는 2018년 9월경 윤준호가 부산 J에 있는 자신의 국회의원 사무실에서, A씨로부터 현금 500만 원을 수수하였고, 2019년 5월경 부산 K에 있는 자신의 아내가 운영하는 'L' 식당에서, A씨로부터 현금 2,000만 원을 수수하였으며, 2019년 7월 18일 서울 중구 M에 있는 N 국제회의실에서 개최된 A씨의 O 회장 취임식에 참석하여 A씨로부터 현금 500만 원을 수수하였다고 주장하였다.
이로써 윤준호는 정치자금법에 정하지 아니한 방법으로 A씨로부터 3회에 걸쳐 현금 합계 3,000만 원을 교부받아 정치자금을 기부받았다고 정치자금법 위반 죄로 공소제기 되었다.
윤준호는 재판 과정에서 2018년 9월경 자신의 국회의원 사무실에서 A씨와 P을 만난 사실이 없고, 2019년 5월 21일 A씨를 만나 'L' 식당에서 식사를 한 사실은 있으나 2,000만 원을 수수한 사실이 없으며, 2019년 7월 18일 O 회장 취임식에 참석한 사실은 있으나 A씨로부터 500만 원을 수수한 사실이 없다고 주장하였다.
2021년 10월 22일 부산지방법원은 정치자금법위반 죄로 기소된 윤준호에게 무죄를 선고하였다.

## 역대 선거 결과
|  | 31.75% |

|  | 34.40% |

|  | 36.57% |

|  | 50.15% |

|  | 45.91% |

|  | 41.66% |

## 소속 정당
| 소속 정당 | 소속 정당      | 소속 기간 | 비고           |
| --------- | -------------- | --------- | -------------- |
|           | 개혁국민정당   | 2002~2003 | 창당 정계 입문 |
|           | 무소속         | 2003      | 탈당           |
|           | 열린우리당     | 2003~2007 | 창당           |
|           | 대통합민주신당 | 2007~2008 | 합당           |
|           | 통합민주당     | 2008      | 합당           |
|           | 민주당         | 2008~2011 | 당명 변경      |
|           | 민주통합당     | 2011~2013 | 합당           |
|           | 민주당         | 2013~2014 | 당명 변경      |
|           | 새정치민주연합 | 2014~2015 | 합당           |
|           | 더불어민주당   | 2015~2024 | 당명 변경      |
|           | 무소속         | 2024~현재 | 탈당           |

## 같이 보기
- 해운대구 을
- 부산 해운대구의 국회의원